# 河北鋼鐵礦業
河北钢铁集团礦業有限公司，簡稱河北鋼鐵集團礦業，是在2008年9月，由原唐钢集团和邯钢集团所属矿山合併成立。公司主要業務铁矿石采选加工、矿建、矿机、冶炼、运输等。主要產品包括铁精粉、钼精粉、白云石粉、铁合金等。
總部位於河北省唐山市。現任董事長及總經理王洪仁。其主要資產石人沟铁矿、棒磨山铁矿、庙沟铁矿、龙烟矿山分公司、司家营铁矿有限责任公司、承德矿山分公司、承德黑山铁矿、承德柏泉铁矿、承德双塔山选矿厂、宁城宏大矿业有限公司、赤城鑫鼎晨矿业开发有限责任公司、沙河中关铁矿有限公司、司家营研山铁矿、司家营田兴铁矿、涞源有色金属公司、承德钒兴公司、化工分公司、大贾庄铁矿、矿山设计研究院(技术中心)、唐山司曹铁路有限公司。

## 連結
- 河北钢铁集团礦業有限公司 （页面存档备份，存于）